# Arne Haugen Sørensen
Arne Haugen Sørensen (født 27. april 1932 i København) er en dansk maler og grafiker. Han er stort set autodidakt og havde sin debut i 1953 på Kunstnernes Efterårsudstilling. Han har modtaget adskillige priser og hædersbevisninger, blandt andet Eckersberg Medaljen (1975) og Thorvaldsen Medaljen (1984); han er medlem af kunstnersammenslutningen Grønningen. Arne Haugen Sørensen er repræsenteret på de fleste danske kunstmuseer, men er også kendt for udsmykningen i en lang række danske kirker. Han har også lavet udsmykning i Indenrigsgården i Københavns Lufthavn (1989) og Folketeatret i København (1991).
Statens Museum for Kunst har flere malerier af Haugen Sørensen.
Arne er bror til billedhuggeren Jørgen Haugen Sørensen.
Siden 1981 har Arne Haugen Sørensen været bosat i Andalusien.
I 2018 havde Marie Breyens film om Arne Haugen Sørensen premiere i Grand Teatret. Filmen hedder Vandringsmanden.

## Arne Haugen Sørensen Museum i Videbæk
Den 10. september 2017 blev Arne Haugen Sørensen Museum indviet i Videbæk.
Museet er en tilbygning til Vestjyllands Kunstpavillon, der åbnede i 2012. Både Kunstpavillonen og Arne Haugen Sørensen Museum er tegnet af arkitekt Henning Larsen og ligger i Videbæk Anlæg.

### Priser og legater
| - Det franske statslegat, 1959 - Statens Kunstfonds treårige arbejdslegat, 1965 - Prize in the V biennale de jeunesse, Paris, France], 1967 - Scholarship, Oluf Hartmann, 1975 | - Ny Carlsberg fundation, scholarship to Rome, 1975 - Eckersberg Medaljen, 1975 - Premio Europeo “Umberto Biancamano”, 1977 - Finansloven, 1980 | - Thorvaldsen Medaljen, 1984 - Ridder af Dannebrog, 1984 - Skovgaard medaljen, 2015 |

### Værker i det offentlige rum
| - Aarhus Akademi - Karup lufthavn - Det danske institut i Rom - Folketeatret i København (1991) - I.C.T tog | - Ladegårdsparken, Holbæk - Folkehøjskolen, Nr. Nissum, Jylland - Mosaik, Odense Universitet - Gavldekoration, Kalundborg | - Keramisk relief, Herredsåsen, Kalundborg - Rets og Kulturudvalgssalen, Christiansborg, København - Vartov, København - Østre Landsret, København |

Note
1. ↑  Udsmykningen er flyttet til Vestre Borgerdyds Skole i Kbh., pga. ombygning af Folketeatret.

#### Kirkeudsmykninger
| - Aarhus Valgmenighed - Immanuelskirken Kolding - Vanløse Kirke Vanløse - Dalbyneder Kirke Havndal - Ansgarkirken København - Fonnesbæk Kirke Ikast - Hans Tausens Kirke Odense - Ringkøbing Kirke Ringkøbing - Hindborg Kirke Skive - Skelager Kirke Århus | - Vartov København - Skt. Knuds Kirke Odense - Gellerup Kirke Brabrand - Herning Valgmenighedskirke Herning - Hjerm Østre Kirke Hjerm - Bederslev Kirke Otterup - Sankt Ansgar Kirke Bramming - Holstebro Kapel Holstebro - Holstebro Kirke Holstebro | - Tarm Kirke Tarm - Hørby Kirke Holbæk - Christianskirken Sønderborg - Sankt Johannes Kirke Århus - Bregnet Kirke Rønde - Vor Frelsers Kirke Odense - Humlum Kirke Struer - Sorgenfri Kirke Virum - Lillerød Kirke Lillerød |